# Керенский сельсовет
Керенский сельсовет — муниципальное образование со статусом сельского поселения в Никольском районе Пензенской области Российской Федерации.
Административный центр — село Прудное.

## История
Статус и границы сельского поселения установлены Законом Пензенской области от 2 ноября 2004 года № 690-ЗПО «О границах муниципальных образований Пензенской области».

## Население
| 2002 | 2010 | 2012 | 2013 | 2014 | 2015 | 2016 |
| ---- | ---- | ---- | ---- | ---- | ---- | ---- |
| 1015 | ↘817 | ↘792 | ↘776 | ↘770 | ↗771 | ↘755 |
| 2017 | 2018 | 2021 |      |      |      |      |
| ↘741 | ↘718 | ↘665 |      |      |      |      |

## Состав сельского поселения
| № | Населённый пункт | Тип населённого пункта       | Население |
| - | ---------------- | ---------------------------- | --------- |
| 1 | Зеленодольское   | село                         | ↘304      |
| 2 | Кивлей           | деревня                      | 3         |
| 3 | Мокрая Поляна    | село                         | ↘98       |
| 4 | Прудное          | село, административный центр | ↘412      |